# Palazzo della Ragione (Mirandola)
Il Palazzo della Ragione è uno storico edificio trecentesco di Mirandola, in provincia di Modena.
Situato nell'angolo sud-orientale di piazza della Costituente, l'edificio è a fianco del Palazzo comunale e di fronte al Palazzo Bergomi. 

## Storia
Il palazzo, originario del XIV secolo, fu sede del podestà, che amministrava la giustizia nel Ducato della Mirandola.
In seguito al terremoto dell'Emilia del 2012 il Palazzo della Ragione è stato gravemente lesionato, con un danno stimato di 1.455.805 euro.

## Architettura

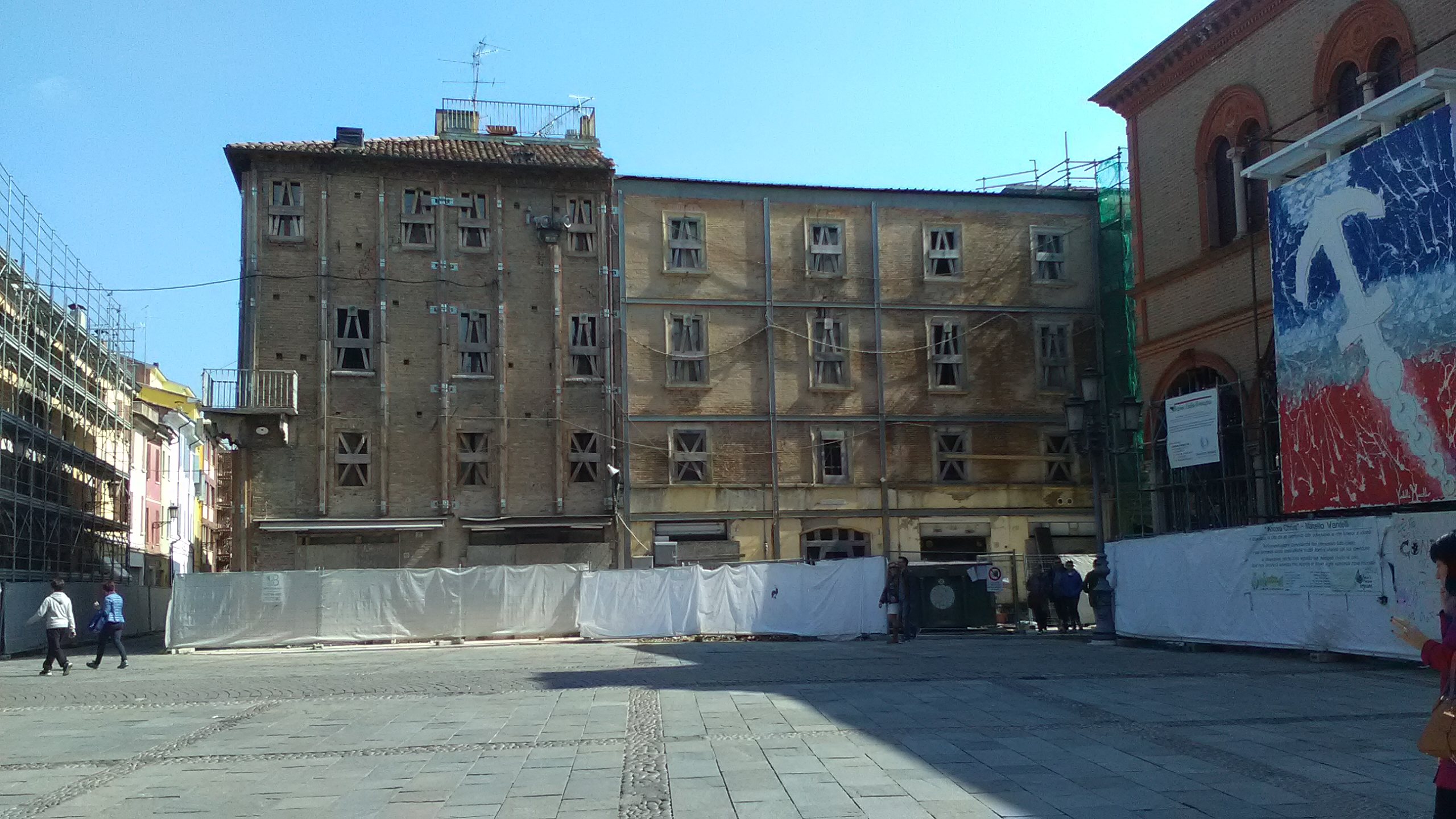
Il Palazzo della Ragione danneggiato dal terremoto del 2012

Il palazzo presenta tre arcate tamponate in stile tardo gotico a sesto acuto (di cui due sulla piazza) che testimoniano l'esistenza in passato di un antico portico.
Sul falso primo piano sono presenti alcune finestre aperte alla fine del XVIII secolo, disposte in maniera incongrua.
I piani superiori sono caratterizzati da bancali in marmo bianco, con fine decorazione a tortiglione e uno scudetto nobiliare al centro. 
Nello spigolo del palazzo si trova un balconcino sorretto da mensoloni scolpiti nel marmo.